# Bischofskonferenz der Vereinigten Staaten

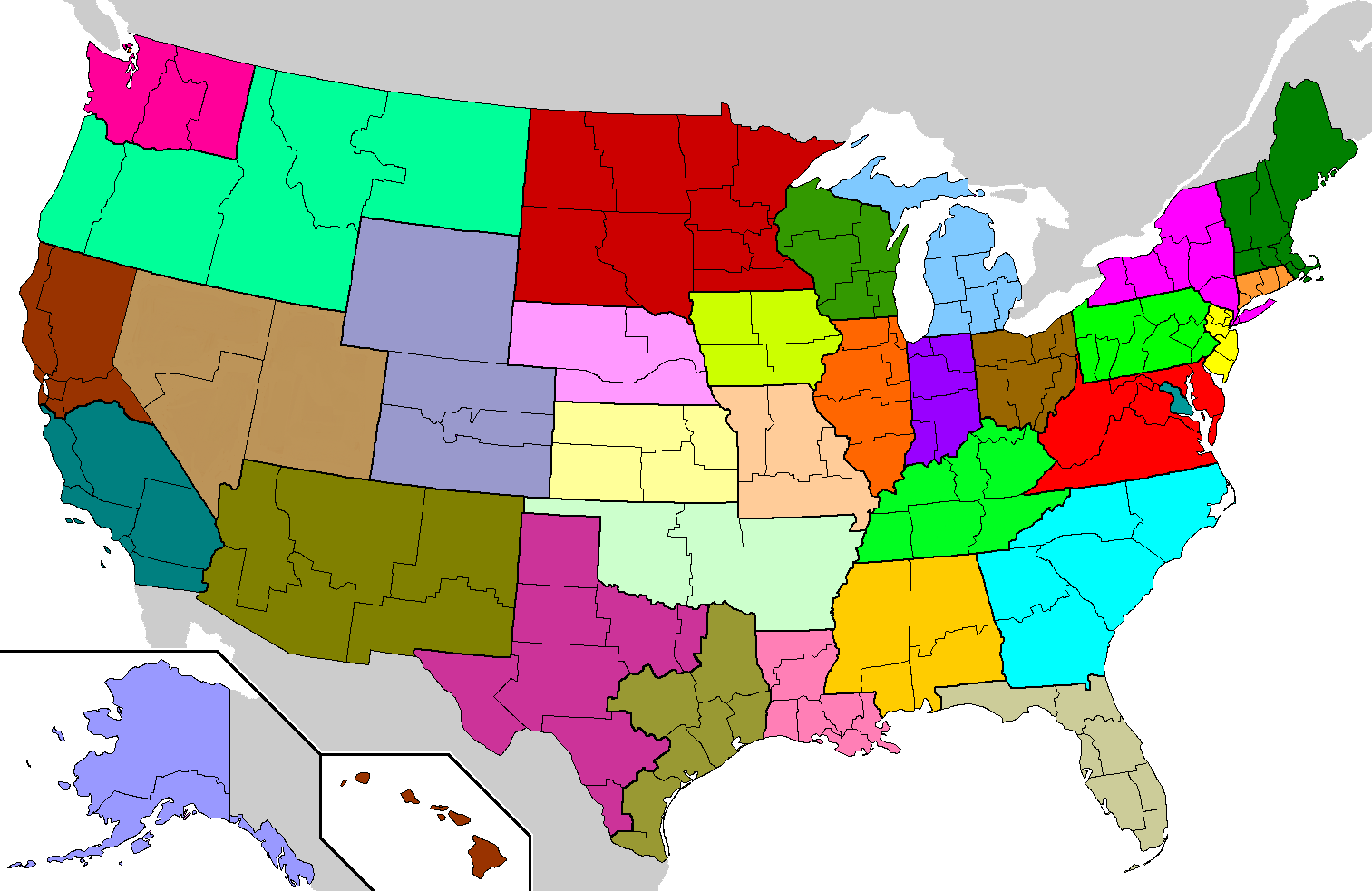
Bistümer und Kirchenprovinzen der römisch-katholischen Kirche in den Vereinigten Staaten

Die Bischofskonferenz der Vereinigten Staaten (englisch United States Conference of Catholic Bishops) (USCCB) ist ein Zusammenschluss der römisch-katholischen Bischöfe aller Diözesen in den Vereinigten Staaten.
Die Organisation ist mit ihrem Sekretariat und ihrem Kommissariat in Washington, D.C. ansässig. Der derzeitige Vorsitzende ist der Erzbischof des Militärordinariates, Timothy Broglio.

## Geschichte

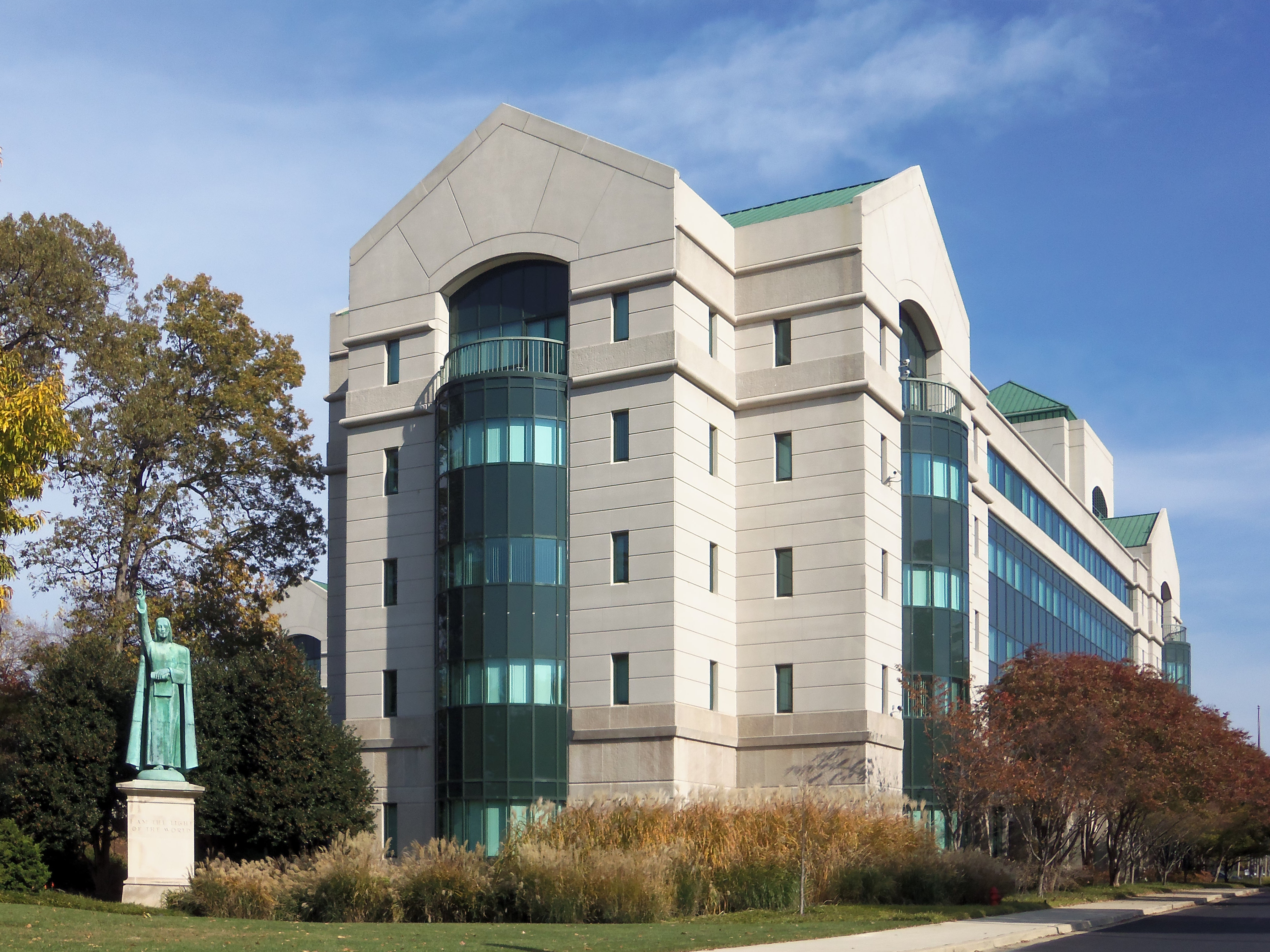
Sitz der US-amerikanischen Bischofskonferenz in Washington, DC

Bis zum Amerikanischen Unabhängigkeitskrieg war für die Katholiken in Britisch-Nordamerika das Apostolische Vikariat des Erzbistums Westminster zuständig. Nach der Unabhängigkeit wurde als erstes Bistum in den Vereinigten Staaten das Bistum Baltimore in Maryland errichtet, wo sich ab 1789 die Apostolische Präfektur befand. Am 8. April 1808 wurde das Bistum Baltimore zum Erzbistum erhoben.
Als eine ihrer ersten gemeinsamen Initiativen beschlossen die Bischöfe der Vereinigten Staaten 1965 eine landesweite jährliche Kollekte zur Finanzierung von Projekten in Lateinamerika (Latin America Collection Fund). Auf diese Erfahrung aufbauend, gründeten die Bischöfe der Vereinigten Staaten 1966 eine Bischofskonferenz mit einer Doppelstruktur:
- als National Conference of Catholic Bishops (NCCB) zur Koordinierung der innerkirchlichen Anliegen
- als United States Catholic Conference (USCC) zur Vertretung der katholischen Kirche in der US-Gesellschaft und gegenüber der Regierung, den Abgeordneten des Kongresses und anderen Institutionen.

Im Jahre 2000 fusionierten NCCB und USCC zur USCCB. Die USCCB besteht aus über 190 Diözesen. Zum Stand von 2025 zählt die USCCB insgesamt 439 aktive und emeritierte (Erz-)Bischöfe. Diese Gesamtzahl setzt sich aus 277 aktiven Bischöfen (4 Kardinal-Erzbischöfe, 1 Kardinalbischof, 31 Erzbischöfe, 160 Diözesanbischöfe, 81 Weihbischöfe) und 163 emeritierten Bischöfen (10 emeritierte Kardinäle, 19 emeritierte Erzbischöfe, 89 emeritierte Diözesanbischöfe, 45 emeritierte Weihbischöfe) zusammen; davon stammen neun US-Bischöfe aus Mexiko, fünf von den Philippinen, drei aus Polen und einer aus Brasilien. Oberstes Organ der US-amerikanischen Bischofskonferenz ist die Vollversammlung der Mitglieder.

## Positionen
- Die USCCB lehnt mehrheitlich die liberalen Abtreibungsgesetze der USA ab. Sie unterstützt Politiker, die eine „Pro-Life“-Position vertreten wie seinerzeit Ronald Reagan und Donald Trump.[5]
- Auf der Vollversammlung im Juni 2021 wurde trotz Ermahnungen des Vatikans mit großer Mehrheit der Vorschlag angenommen, Bedingungen für den Empfang der Eucharistie durch Katholiken zu verfassen. Dabei solle auch die „Eucharistie-Würdigkeit“ katholischer Politiker geregelt werden, die der kirchlichen Lehre zur Abtreibung nicht folgen. Sie sollen vom Sakrament der Eucharistie ausgeschlossen werden.[6] Damit überschreitet sie wohl ihre Rechtsetzungsbefugnisse, die ihr durch Gesetz oder Anordnung des Apostolischen Stuhls ausdrücklich zugewiesen wurden (455  CIC).

## Präsidenten

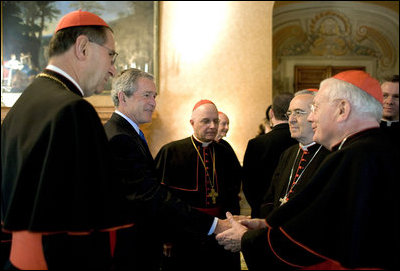
Die US-amerikanischen Kardinäle am 7. April 2005 als Vertreter der Bischofskonferenz bei Präsident George W. Bush anlässlich des Todes von Papst Johannes Paul II. (Im Vordergrund v.l.n.r: Roger Mahony (Los Angeles), Präsident Busch, Francis George (Chicago), Justin Francis Rigali (Philadelphia), William Henry Keeler (Baltimore); Die Kardinäle George und Keeler waren auch zeitweise Präsidenten der US-Bischofskonferenz)

- 1966–1971 John Francis Kardinal Dearden, Erzbischof von Detroit
- 1971–1974 John Joseph Kardinal Krol, Erzbischof von Philadelphia
- 1974–1977 Joseph Bernardin, Erzbischof von Cincinnati
- 1977–1980 John Raphael Quinn, Erzbischof von San Francisco
- 1980–1983 John Robert Roach, Erzbischof von Saint Paul and Minneapolis
- 1983–1986 James William Malone, Bischof von Youngstown
- 1986–1989 John Lawrence May, Erzbischof von Saint Louis
- 1989–1992 Daniel Edward Pilarczyk, Erzbischof von Cincinnati
- 1992–1995 William Henry Kardinal Keeler, Erzbischof von Baltimore
- 1995–1998 Anthony Pilla, Bischof von Cleveland
- 1998–2001 Joseph Fiorenza, Bischof von Galveston-Houston
- 2001–2004 Wilton Daniel Gregory, Bischof von Belleville
- 2004–2007 William Stephen Skylstad, Bischof von Spokane
- 2007–2010 Francis Kardinal George OMI, Erzbischof von Chicago
- 2010–2013 Timothy Kardinal Dolan, Erzbischof von New York
- 2013–2016 Joseph Edward Kurtz, Erzbischof von Louisville
- 2016–2019 Daniel Kardinal DiNardo, Erzbischof von Galveston-Houston
- 2019–2022 José Horacio Gómez, Erzbischof von Los Angeles
- seit 2022 Timothy Broglio, Erzbischof des US-amerikanischen Militärordinariats